# Stanford Stadium
L'Stanford Stadium és un estadi de futbol i de futbol americà, situat a la ciutat de San Francisco, a l'estat de Califòrnia, Estats Units. La seva direcció és Galvez Street Stanford, Califòrnia 94305.
El primer partit realitzat en aquest estadi va ser aquell en el qual Califòrnia va vèncer a Stanford 42-7. La capacitat per a persones assegudes era originalment de 60.000 però després de diverses remodelacions va aconseguir un màxim de 85.500 places. L'última pista atlètica va ser instal·lada el 1978, i va ser remoguda després de la temporada de futbol americà del 2005.
És l'estadi dels partits de futbol americà dels Stanford Cardinal.

## Partits de laCopa Mundial de Futbol de 1994

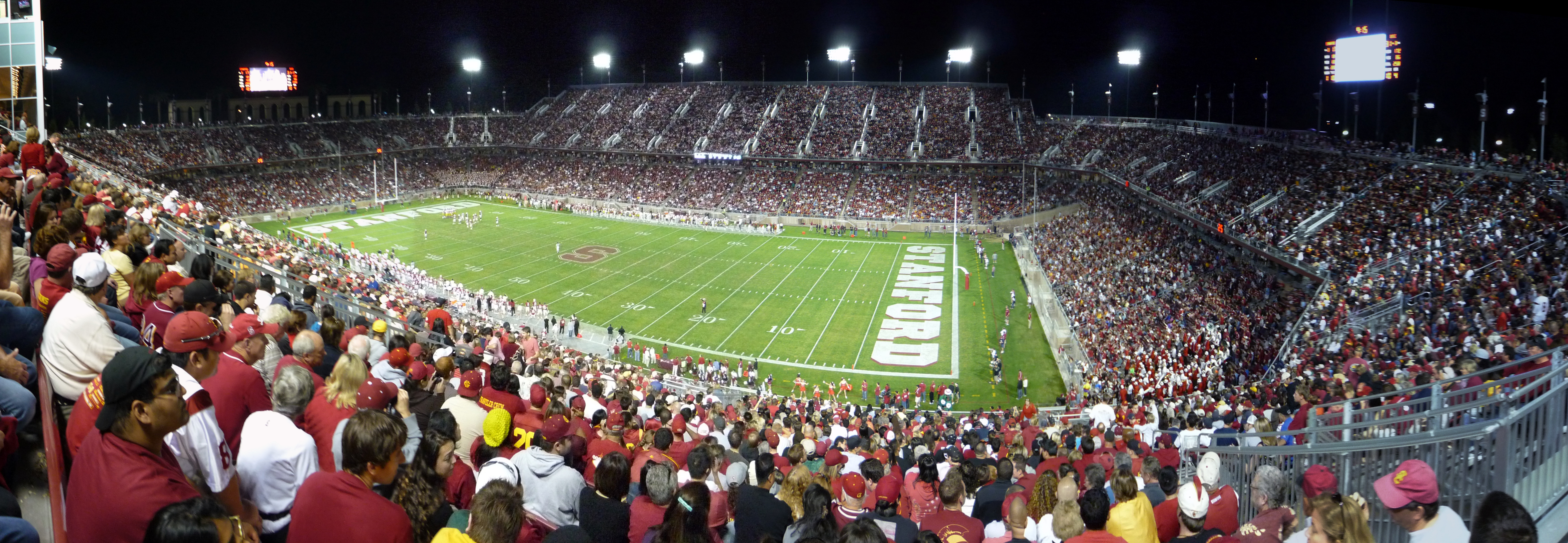

| Data         | Fase             | Equip    |  | Resultat |  | Equip        | Espectadors |
| ------------ | ---------------- | -------- |  | -------- |  | ------------ | ----------- |
| 26 de juny   | Primera fase     | Colòmbia |  | 2 - 0    |  | Suïssa       | 83.401      |
| 20 de juny   | Primera fase     | Brasil   |  | 2 - 0    |  | Rússia       | 81.061      |
| 24 de juny   | Primera fase     | Brasil   |  | 1 - 0    |  | Camerun      | 83.461      |
| 4 de juliol  | Vuitens de Final | Brasil   |  | 1 - 0    |  | Estats Units | 84.147      |
| 10 de juliol | Quarts de final  | Romania  |  | 2 - 2    |  | Suècia       | 83.500      |

## Galeria d'imatges

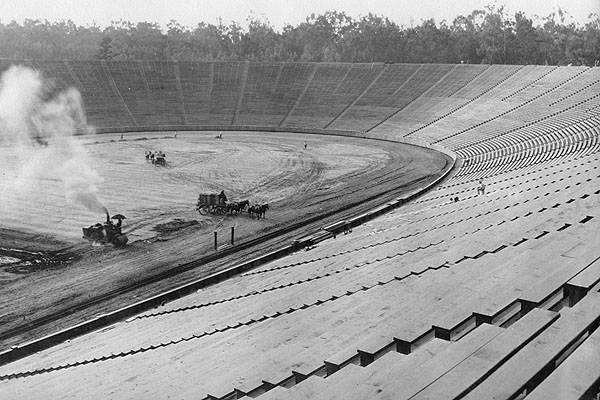
Construcció el 1921
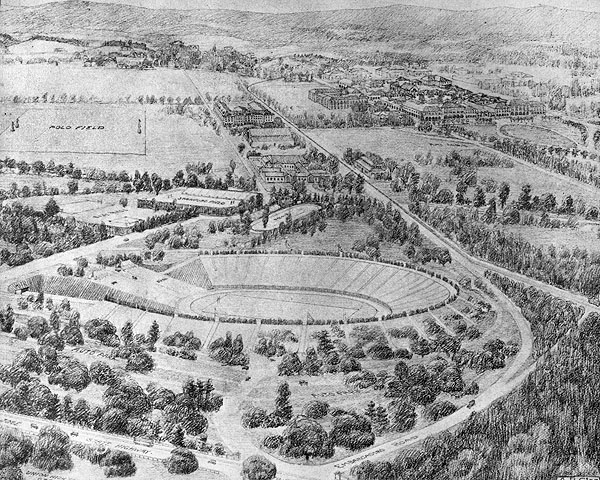
Representació artística en la dècada de 1920
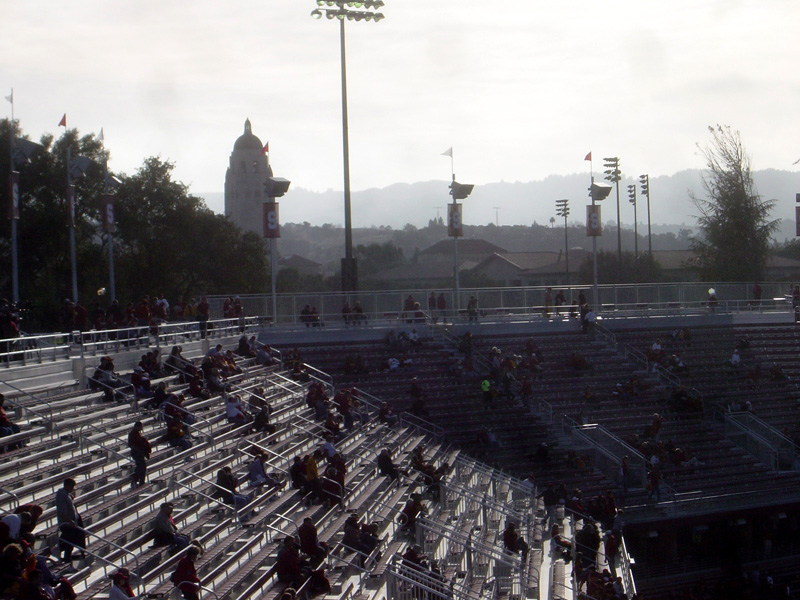
Presa de l'estadi des de la Torre Hoover
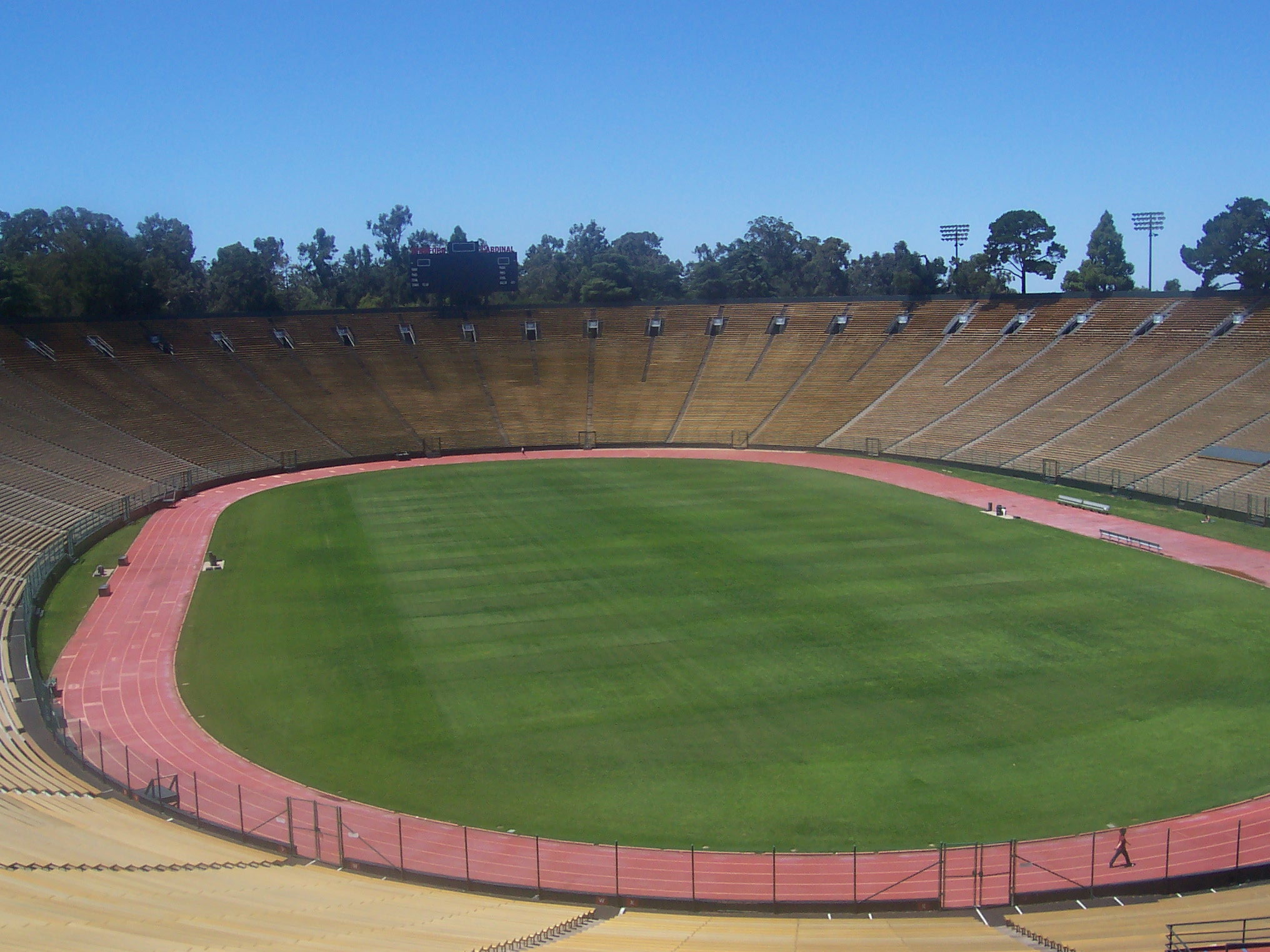
L'Stanford Stadium el 2004
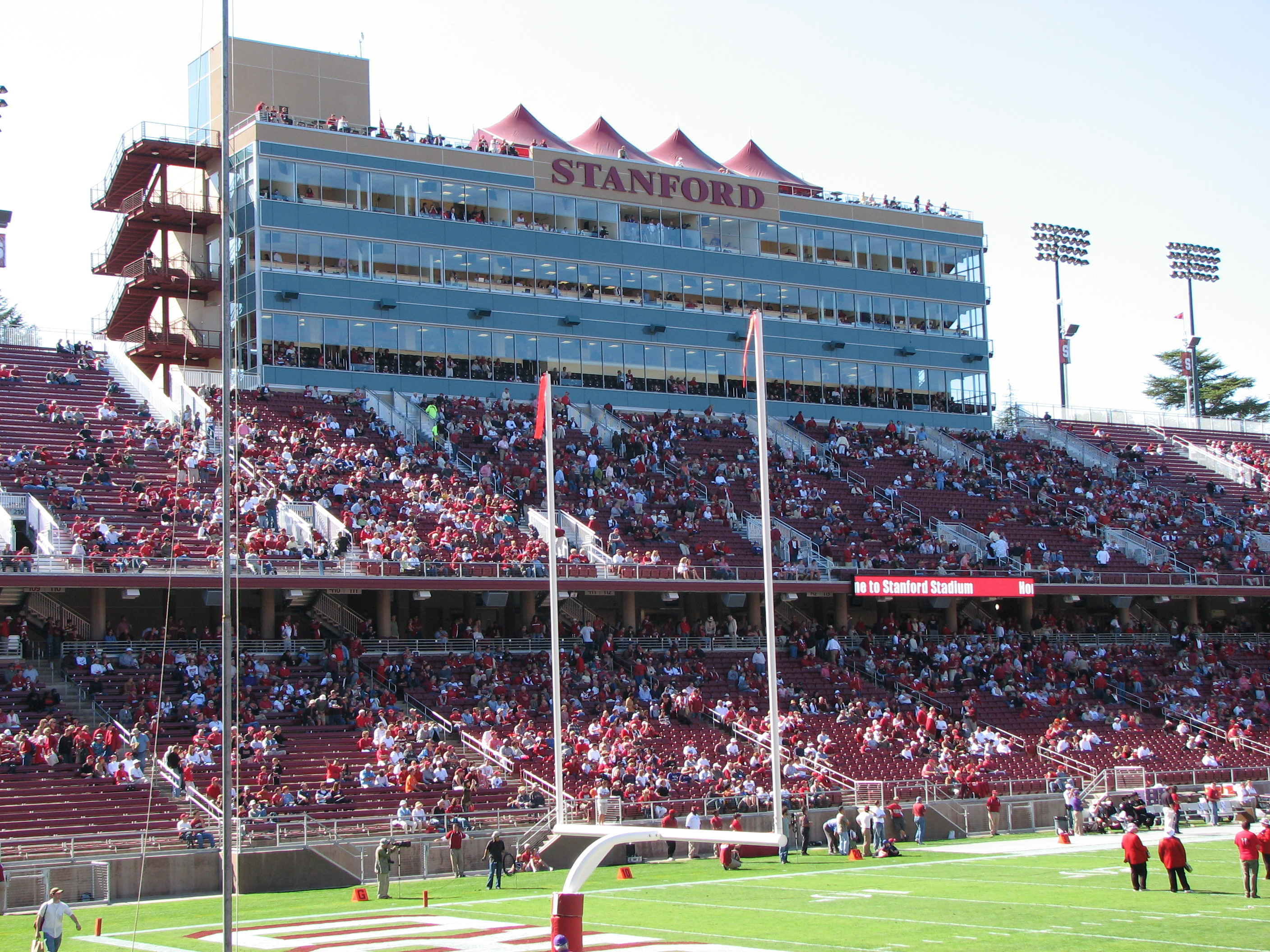
Torre de mitjans de comunicació el 2007
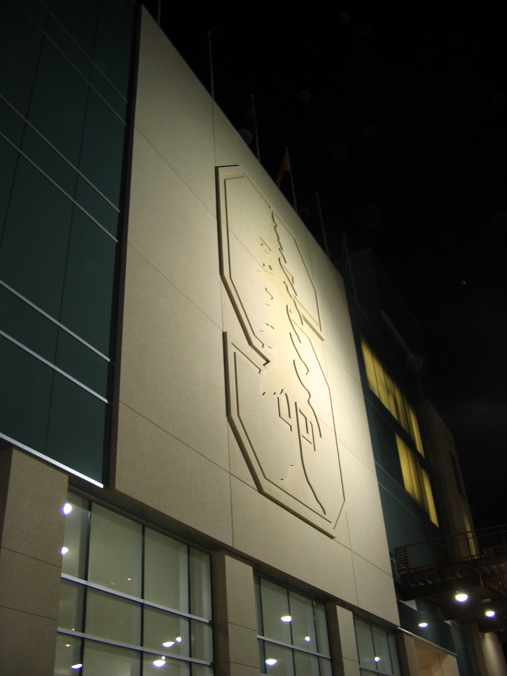
Imatge del símbol de Stanford